# 飯島祐之
飯島 祐之（いいじま すけゆき、1900年〈明治33年〉10月25日 - 1970年〈昭和45年〉8月29日）は、日本の政治家。衆議院議員（1期）。

## 経歴
群馬県邑楽郡多々良村大字木戸（現館林市）で、飯島忠四郎の二男として生まれる。1920年群馬県立太田中学校卒。多々良村長、群馬県町村会副会長、邑楽郡農会議員、多々良村産業組合長、同農業会長、群馬県購買販売利用組合連合会理事、同製粉精米加工組合理事長、同食糧営団理事、邑楽郡煙草耕作連合組合長となる。
1946年の第22回衆議院議員総選挙において群馬県から日本進歩党公認で立候補して当選する。党内では政調会副会長となった。翌1947年の第23回衆議院議員総選挙には出馬しなかった。
このほかつつじ観光バス(株)社長、前橋製塩(株)会長、谷田川石油(株)監査役を務めた。1970年死去。